# Adler (Comic)
Adler ist eine frankobelgische Comicserie von René Sterne.

## Handlung
In der 1948 beginnenden Serie führt der 1942 aus der deutschen Luftwaffen desertierte Pilot Adler von Berg mit der Irin Helen eine Fluggesellschaft in Indien, was ihn zu einer Reihe von Abenteuern an verschiedenen Schauplätzen wie Malaysia, den Philippinen oder Mexiko führt.

## Hintergrund
René Sterne war für den Text und die Zeichnungen der Abenteuerreihe verantwortlich. Die Kolorierung erfolgte durch seine Frau, Chantal De Spiegeleer. Die Serie erschien zwischen 1985 und 1987 in Tintin, 1989 in Tintin Reporter und 1992 in Hello Bédé. In Super Tintin wurden zwei Kurzgeschichten veröffentlicht. Le Lombard begann 1987 die Albenausabe, die 2008 mit einer Gesamtausgabe abgeschlossen wurde. Im deutschen Sprachraum kam zunächst die Kurzgeschichte Weihnachten in Malaysia in Stripspiegel und dann das Album Die letzte Mission bei Seven Island heraus. 2022 startete Kult Comics eine auf drei Bände angelegte Integralausgabe, deren erster Band in deutscher Erstveröffentlichung die Alben L’Avion du Nanga (Das Flugzeug von Nanga), Le Repaire du Katana (Die Höhle der Katana) und Muerte transit (Muerte Transit) sowie verschiedene Kurzgeschichten und ein Editorial enthält.

## Albenlange Geschichten
| Nr. | Titel                | Jahr    |
| --- | -------------------- | ------- |
| 1   | L’Avion du Nanga     | 1985/86 |
| 2   | Le Repaire du Katana | 1987    |
| 3   | Muerte transit       | 1989    |
| 4   | Die letzte Mission   | 1992    |
| 5   | Black Bounty         | 1995    |
| 6   | L’Île perdue         | 1996    |
| 7   | La Jungle rouge      | 1997    |
| 8   | Les Maudits          | 1998    |
| 9   | La Force             | 2000    |
| 10  | Le Goulag            | 2003    |